# Edgar Morales
Edgar Roberto Morales Monroy (La Unión; 17 de abril de 1940-San Salvador; 1 de octubre de 2021) fue un futbolista salvadoreño que se desempeñaba como defensa.

## Trayectoria
Era apodado "pata gorda" y en 1958 se unió a las filas del nuevo equipo llamado Atlético Constancia, que más tarde se llamó Alianza, donde fue parte de la mejor generación de futbolistas del club. Se fue del Alianza a mediados de 1968, para irse al Atlético Marte, también consiguiendo dos títulos consecutivos, hasta retirarse en 1972.

## Selección nacional
Integró el plantel de la selección de El Salvador que participó en los Juegos Olímpicos de México 1968, estando en la derrota de 4-0 frente a Hungría.

### Participaciones en Juegos Olímpicos
| Torneo                   | Sede   | Resultado    |
| ------------------------ | ------ | ------------ |
| Juegos Olímpicos de 1968 | México | Primera fase |

## Palmarés

### Títulos nacionales
| Título           | Equipo         | País        | Año     |
| ---------------- | -------------- | ----------- | ------- |
| Primera División | Alianza        | El Salvador | 1965-66 |
| Primera División | Alianza        | El Salvador | 1966-67 |
| Primera División | Atlético Marte | El Salvador | 1968-69 |
| Primera División | Atlético Marte | El Salvador | 1970    |

### Títulos internacionales
| Título                           | Equipo  | País        | Año  |
| -------------------------------- | ------- | ----------- | ---- |
| Copa de Campeones de la Concacaf | Alianza | El Salvador | 1967 |